# Georgianum (Ingolstadt)

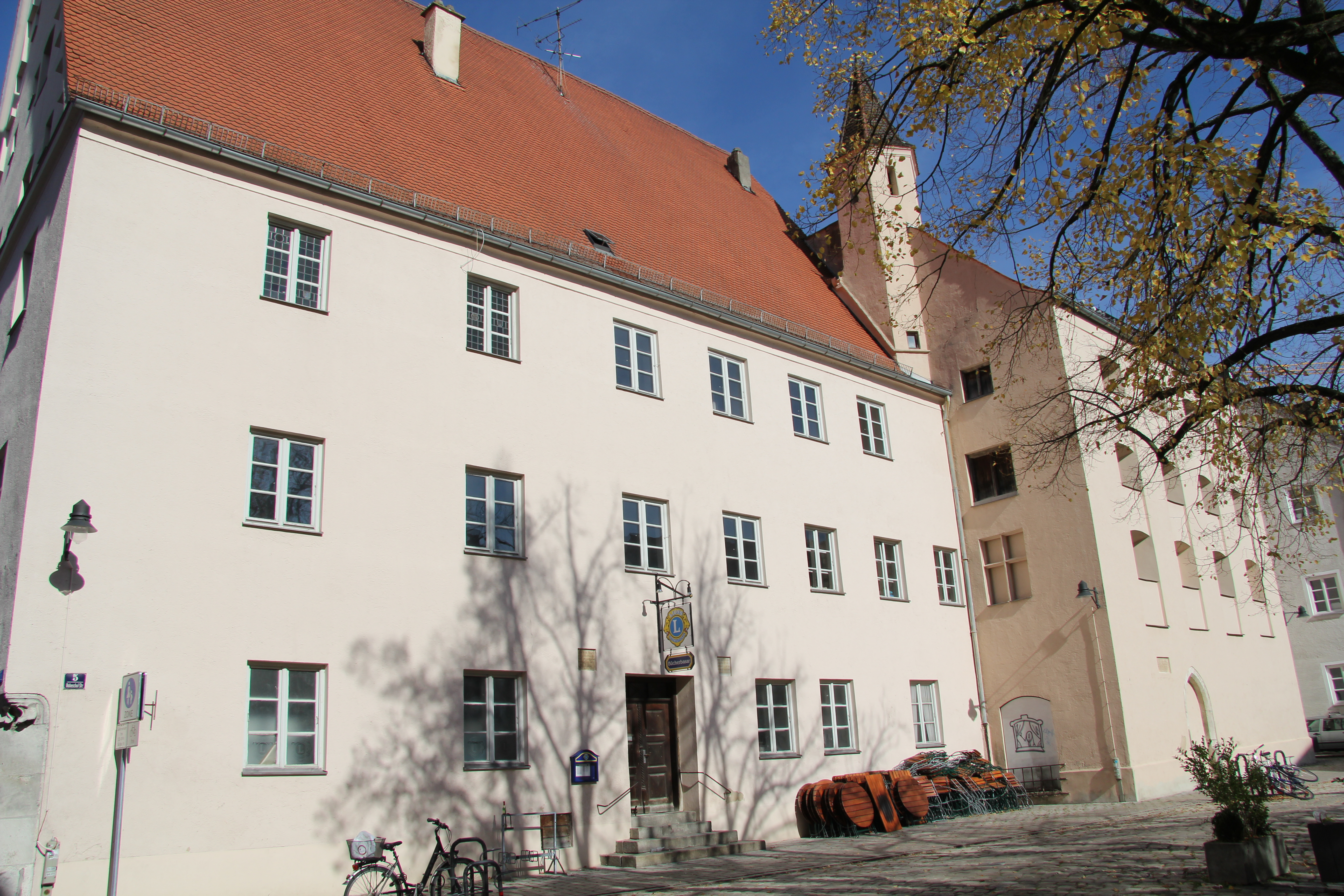
Das Georgianum in Ingolstadt

Das Georgianum ist ein Gebäude aus dem 15. Jahrhundert in der Altstadt von Ingolstadt. Der dreigeschossige Bau wird von einem hohen, ebenfalls dreigeschossigen Satteldach abgeschlossen. Der östliche Teil des Gebäudekomplexes besteht aus der profanierten Kapelle St. Peter und Paul. Das Gebäude diente im Laufe der Zeit unterschiedlichen, weiterhin profanen, Einrichtungen und wurde baulich mehrfach leicht verändert.

## Geschichte
Das Gebäude wurde zwischen 1494 und 1496 nach Stiftung des Georgianums von Herzog Georg dem Reichen erbaut. Bis Mai 1800 beherbergte das wie die dazugehörige Peter-und-Pauls-Kirche mit Rankenmalerei ausgestattete Gebäude das zweitälteste katholische Priesterseminar. Nach Verlegung des Priesterseminars zusammen mit der Universität nach Landshut bzw. München stand  das Gebäude bis 1809 leer. Anschließend wurde der Komplex samt Kirche an Privatleute verkauft, wobei deren Ausstattung im Zuge der Säkularisation versteigert und der Turm abgetragen wurde.
1817 richtete die Brauerei Herrnbräu im Georgianum eine Gastwirtschaft mit Brau- und Mälzereianlagen ein. Mit dem schrittweisen Umzug der Brauerei verblieb im Georgianum ab 1964 nur die Verwaltung. Ab 1972 wurde das Anwesen an die Firma Gummi Kraus verpachtet, für viele Ingolstädter jahrelang der neue Hausname.
Neun Jahre später erwarb die Stadt Ingolstadt den Komplex. Nach Absiedelung des Betriebs ins Gewerbegebiet im Jahr 2000 stand das Gebäude erneut leer und wurde für Führungen und Kleinkunstveranstaltungen geöffnet. Im gleichen Jahr wurde ein Förderverein gegründet, dessen Ziel der Erhalt des Georgianums ist. Seit 2006 werden – bis eine endgültige Verwendung des Gebäudes gefunden wird – zwei Räume im Erdgeschoss vom LIONS-Club Ingolstadt für einen Bücherbasar genutzt.
Künftig wird das Gebäude nach einer umfassenden Sanierung von der Katholischen Universität Eichstätt-Ingolstadt genutzt werden.